# Kingdom Centre

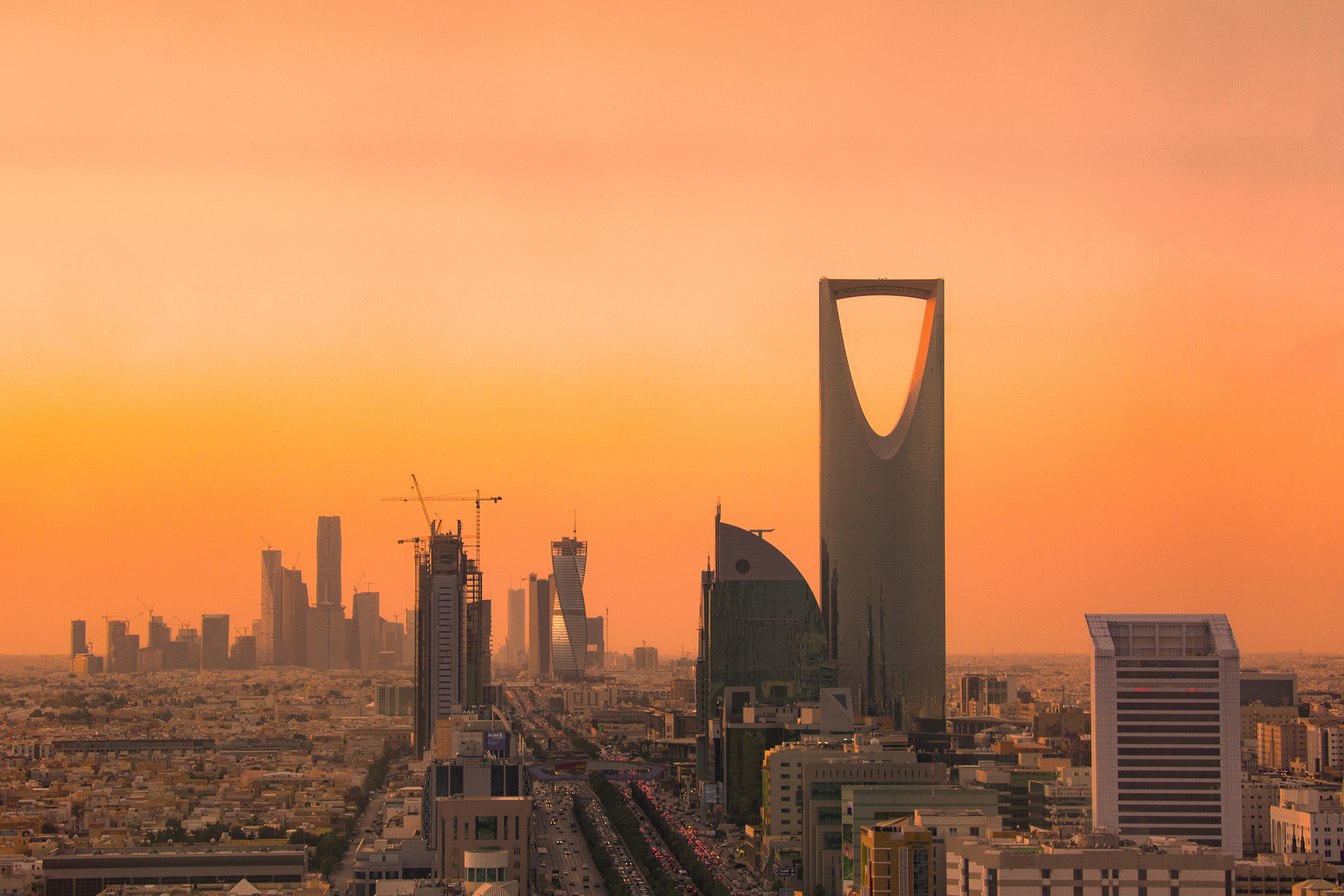
Norra Riyadh 2016, med Kingdom Centre till höger i bild.

Kingdom Centre (arabiska: مركز المملكة, Markaz al-mamlaka) ligger i Riyadh i Saudiarabien och är den 49:e högsta byggnaden i världen. Byggnaden är 302 meter hög, har 97 våningar och 2 våningsplan under marken. Byggnaden blev klar år 2002 och byggdes av Ellerbe Becket. 
I byggnaden finns bland annat ett köpcentrum och ett hotell. En av de mest utmärkande sakerna på byggnaden är den stora glasbron högst upp på skyskrapan. Kingdom Tower är den högsta byggnaden i Saudiarabien och ägs av prins al-Walid bin Talal. Byggnaden står på ett område om 94 230 kvadratmeter och byggnadens yta uppgår till 300 000 kvadratmeter.